# مارغريت فومبي فوبي
مارغريت فومبي فوب (ولدت عام 1960 في بافوت بالمنطقة الشمالية الغربية من الكاميرون) هي مخرجة أفلام وثائقية ومنتجة سينمائية كاميرونية. تعنى بقضايا المرأة وكيفية النهوض بها.

## مسيرتها
ولدت مارغريت فومبي فوبي في مقاطعة ميزام، في بافوت بالمنطقة الشمالية الغربية من الكاميرون.
بعد حصولها على ديبلوم في الإنتاج، حصلت مارغريت على الإجازة في الأداب العصرية فسم الفن. ولمدة عشرين عامًا، عملت في تلفزيون راديو الكاميرون (CRTV).

## أعمالها
- 1988 : نساء محطات الوقود (وثائقي)[3]
- 1989 : النساء المحاميات (وثائقي)
- 1994 : النساء الجزارات (وثائقي)
- 1994 : المرأة التي تحصد ثمار النخيل (وثائقي)
- 1995 : النساء والرجال في ريف الكاميرون: الأدوار والمهام والمسؤوليات. (وثائقي)
- 1995 : يدا بيد (وثائقي)
- 1995 : الوحدة هي القوة (وثائقي)
- 1996 : القس الأنثى (وثائقي)
- 1996 : جامعة ياوندي الأولى، كلية تدريب المعلمين بامبيلي عند مفترق طرق. (وثائقي)
- 1997 : هؤلاء الأطفال الذين يعملون (وثائقي)
- 2007 : الأرشيف الحي.[4] (وثائقي)

## روابط خارجية
- (بالإنجليزية) ملف الهيئة الدولية الافتراضية